# Дифференциальная форма
Дифференциа́льная фо́рма порядка {\displaystyle k}, или {\displaystyle k}-форма, — кососимметрическое тензорное поле типа {\displaystyle (0,k)} на многообразии.
Дифференциальные формы были введены Эли Картаном в начале XX века.
Формализм дифференциальных форм оказывается удобен во многих разделах теоретической физики и математики, в частности, в теоретической механике, симплектической геометрии, квантовой теории поля.
Пространство {\displaystyle k}-форм на многообразии {\displaystyle M} обычно обозначают {\displaystyle \Omega ^{k}(M)}.

## Определения

### Инвариантное
В дифференциальной геометрии дифференциальная форма степени {\displaystyle k}, или просто {\displaystyle k}-форма, — это гладкое сечение {\displaystyle {\textstyle \bigwedge }^{k}T^{*}M}, то есть {\displaystyle k}-й внешней степени кокасательного расслоения многообразия. В частности, 
- значение {\displaystyle k}-формы на наборе из {\displaystyle k} штук касательных векторных полей есть функция на многообразии.
- значение {\displaystyle k}-формы в точке {\displaystyle x} многообразия есть кососимметрический {\displaystyle k}-линейный функционал на  {\displaystyle T_{x}M}.

### В локальных координатах
{\displaystyle k}-формой на {\displaystyle \mathbb {R} ^{n}} будем называть выражение следующего вида
{\displaystyle \omega =\sum _{1\leqslant i_{1}<i_{2}<\ldots <i_{k}\leqslant n}f_{i_{1}i_{2}\ldots i_{k}}(x^{1},\ldots ,x^{n})\,dx^{i_{1}}\wedge dx^{i_{2}}\wedge \ldots \wedge dx^{i_{k}}}
где {\displaystyle f_{i_{1}i_{2}\ldots i_{k}}} — гладкие функции, {\displaystyle dx^{i}} — дифференциал {\displaystyle i}-ой координаты {\displaystyle x^{i}} (функция от вектора, возвращающая его координату с номером {\displaystyle i} ), а {\displaystyle \wedge } — внешнее произведение.
При смене координат это представление меняет форму.
На гладком многообразии k-формы могут быть определены как формы на картах, которые согласованы на склейках (для точного определения согласованности см. многообразие).

## Связанные определения
- Для {\displaystyle k}-формы 
{\displaystyle \omega =\sum _{1\leqslant i_{1}<i_{2}<\ldots <i_{k}\leqslant n}f_{i_{1}i_{2}\ldots i_{k}}(x^{1},\dots ,x^{n})dx^{i_{1}}\wedge dx^{i_{2}}\wedge \ldots \wedge dx^{i_{k}}}

её внешний дифференциал (также просто дифференциал) — это {\displaystyle (k+1)}-форма, в координатах имеющая вид
{\displaystyle d\omega =\sum _{j=1}^{n}\sum _{1\leqslant i_{1}<i_{2}<\ldots <i_{k}\leqslant n}{\frac {\partial f_{i_{1}i_{2}\ldots i_{k}}}{\partial x^{j}}}(x^{1},\dots ,x^{n})\,dx^{j}\wedge dx^{i_{1}}\wedge dx^{i_{2}}\wedge \ldots \wedge dx^{i_{k}}}
- Для инвариантного определения дифференциала нужно доказать, что существует единственное {\displaystyle \mathbb {R} }-линейное продолжение дифференциала на все формы удовлетворяющее следующим условиям:
  - {\displaystyle df(v)=v(f)} для любой функции {\displaystyle f} (то есть {\displaystyle 0}-формы) и векторного поля {\displaystyle v}. То есть значение дифференциала функции на касательном векторном поле есть производная функции вдоль поля.
  - {\displaystyle dd=0}
  - {\displaystyle \ d(\omega ^{k}\wedge \vartheta ^{p})=(d\omega ^{k})\wedge \vartheta ^{p}+(-1)^{k}\omega ^{k}\wedge (d\vartheta ^{p})} — где верхние индексы {\displaystyle k} и {\displaystyle p} обозначают порядки соответствующих форм.

- Дифференциальная форма называется замкнутой, если её внешний дифференциал равен 0.
- k-форма называется точной, если её можно представить как дифференциал некоторой {\displaystyle (k-1)}-формы.
- Факторгруппа {\displaystyle H_{dR}^{k}={\bar {\Omega }}_{k}/d\Omega _{k-1}} замкнутых k-форм по точным k-формам называется {\displaystyle k}-мерной группой когомологий де Рама. Теорема де Рама утверждает, что она изоморфна k-мерной группе сингулярных когомологий.
- Внутренней производной формы {\displaystyle \omega } степени {\displaystyle n} по векторному полю {\displaystyle \mathbf {v} } (также подстановкой векторного поля в форму) называется форма
{\displaystyle i_{\mathbf {v} }\omega (u_{1},\dots ,u_{n-1})=\omega (\mathbf {v} ,u_{1},\dots ,u_{n-1})}

## Свойства
- Для любой формы справедливо {\displaystyle d(d\omega )=0}.

- Внешнее дифференцирование линейно и удовлетворяет градуированному правилу Лейбница:
{\displaystyle d(\omega ^{k}\wedge \omega ^{p})=(d\omega ^{k})\wedge \omega ^{p}+(-1)^{k}\omega ^{k}\wedge (d\omega ^{p})}

- Внутренняя производная линейна и удовлетворяет градуированному правилу Лейбница:
{\displaystyle i_{X}(\omega ^{k}\wedge \omega ^{p})=(i_{X}\omega ^{k})\wedge \omega ^{p}+(-1)^{k}\omega ^{k}\wedge (i_{X}\omega ^{p})}

- Формулы Картана. Для произвольной формы {\displaystyle \omega } и векторных полей {\displaystyle X,Y,Z} выполняются следующие соотношения
{\displaystyle {\mathcal {L}}_{X}d\omega =d{\mathcal {L}}_{X}\omega ,}
{\displaystyle {\mathcal {L}}_{X}\omega =i_{X}d\omega +di_{X}\omega ,} (волшебная формула Картана)
{\displaystyle {\mathcal {L}}_{X}{\mathcal {L}}_{Y}\omega -{\mathcal {L}}_{Y}{\mathcal {L}}_{X}\omega ={\mathcal {L}}_{[X,Y]}\omega ,}
{\displaystyle {\mathcal {L}}_{X}i_{Y}\omega -i_{Y}{\mathcal {L}}_{X}\omega =i_{[X,Y]}\omega ,}
{\displaystyle i_{X}i_{Y}\omega +i_{Y}i_{X}\omega =0,}

где {\displaystyle {\mathcal {L}}} обозначает производную Ли.

## Примеры
- С точки зрения тензорного анализа 1-форма есть не что иное, как ковекторное поле, то есть 1 раз ковариантный тензор, заданный в каждой точке {\displaystyle p} многообразия {\displaystyle M} и отображающий элементы касательного пространства {\displaystyle T_{p}(M)} в множество вещественных чисел {\displaystyle \mathbb {R} }:
{\displaystyle \omega (p)\colon T_{p}(M)\rightarrow \mathbb {R} }
- Форма объёма — пример {\displaystyle n}-формы на {\displaystyle n}-мерном многообразии.
- Симплектическая форма — замкнутая 2-форма {\displaystyle \omega } на {\displaystyle 2n}-многообразии, такая что {\displaystyle \omega ^{n}\not =0}.

## Применения

### Векторный анализ
Дифференциальные формы позволяют записать основные операции векторного анализа в координатно-инвариантном виде и обобщить их на пространства любой размерности.
Пусть {\displaystyle I} — канонический изоморфизм между касательным и кокасательным пространствами, а {\displaystyle *} — оператор дуальности Ходжа (который, в частности, в трёхмерном пространстве реализует изоморфизм между 2-формами и векторными полями, а также между скалярами и псевдоскалярами). 
Тогда ротор и дивергенцию можно определить следующим способом:
{\displaystyle \operatorname {rot} \,v=*\,d\,I(v)}
{\displaystyle \operatorname {div} \,v=*^{-1}d\,*(v)}

### Дифференциальные формы в электродинамике
Максвелловская электродинамика весьма изящно формулируется на языке дифференциальных форм в 4-мерном пространстве-времени. Рассмотрим 2-форму Фарадея, соответствующую тензору электромагнитного поля:
{\displaystyle {\textbf {F}}={\frac {1}{2}}F_{ab}\,{\mathrm {d} }x^{a}\wedge {\mathrm {d} }x^{b}.}
Эта форма является формой кривизны тривиального главного расслоения со структурной группой U(1), с помощью которого могут быть описаны классическая электродинамика и калибровочная теория. 3-форма тока, дуальная обычному 4-вектору тока, имеет вид
{\displaystyle {\textbf {J}}=J^{a}\varepsilon _{abcd}\,{\mathrm {d} }x^{b}\wedge {\mathrm {d} }x^{c}\wedge {\mathrm {d} }x^{d}.}
В этих обозначениях уравнения Максвелла могут быть очень компактно записаны как
{\displaystyle \mathrm {d} \,{\textbf {F}}={\textbf {0}}}
{\displaystyle \mathrm {d} \,{*{\textbf {F}}}={\textbf {J}}}
где {\displaystyle *} — оператор звезды Ходжа. Подобным образом может быть описана геометрия общей калибровочной теории.
2-форма {\displaystyle *\mathbf {F} } также называется 2-формой Максвелла.

### Гамильтонова механика
С помощью дифференциальных форм можно сформулировать гамильтонову механику чисто геометрически. Рассмотрим симплектическое многообразие {\displaystyle M} с заданными на нём симплектической формой {\displaystyle \omega } и функцией {\displaystyle H}, называемой функцией Гамильтона. {\displaystyle \omega } задаёт в каждой точке {\displaystyle X\in M} изоморфизм {\displaystyle I} кокасательного {\displaystyle T_{X}^{*}M} и касательного {\displaystyle T_{X}M} пространств по правилу
{\displaystyle dH(\mathbf {u} )=\omega (IdH,\mathbf {u} ),~~\forall \mathbf {u} \in T_{X}M},
где {\displaystyle dH} — дифференциал функции {\displaystyle H}. Векторное поле {\displaystyle IdH} на многообразии называется гамильтоновым полем, а соответствующий ему фазовый поток — гамильтоновым потоком. Гамильтонов фазовый поток сохраняет симплектическую форму, а следовательно, сохраняет и любую её внешнюю степень. Отсюда следует теорема Лиувилля. Скобка Пуассона функций {\displaystyle F} и {\displaystyle G} на {\displaystyle M} определяется по правилу
{\displaystyle [F,G]=\omega (IdF,IdG)}

## Вариации и обобщения
Помимо вещественно- и комплекснозначных форм, часто также рассматриваются дифференциальные формы со значениями в векторных расслоениях. В этом случае в каждой точке задаётся полилинейная антисимметричная функция от {\displaystyle k} векторов из касательного расслоения, возвращающая вектор из слоя над этой точкой. Формально внешние k-формы на {\displaystyle M} со значениями в векторном расслоении {\displaystyle \pi \colon E\to M} определяются как сечения тензорного произведения расслоений
{\displaystyle \left(\bigwedge ^{k}T^{*}M\right)\otimes _{M}E}
Частный случай векторнозначных дифференциальных форм — тангенциальнозначные формы, в определении которых в качестве векторного расслоения берётся касательное расслоение {\displaystyle TM}.